# Phyllophaga forsteri
Phyllophaga forsteri är en skalbaggsart som beskrevs av Hermann Burmeister 1855. Phyllophaga forsteri ingår i släktet Phyllophaga och familjen Melolonthidae. Inga underarter finns listade i Catalogue of Life.